# Introversion Software
Introversion ist eine Gruppe der englischen Entwickler Chris Delay, Mark Morris und Thomas Arundel, die bis jetzt die PC-Spiele Uplink, Darwinia, DEFCON und Prison Architect herausgebracht haben. Sie bezeichnen sich selbst als die letzten „Schlafzimmerentwickler“.

## Geschichte

### Uplink
Uplink ist das erste Spiel der englischen Entwickler Introversion Software, veröffentlicht 2001. Uplink ist eine Hack-Simulation. Es existieren Versionen für Windows, Mac OS X und Linux.
Uplink spielt im Jahre 2010. Man schlüpft in die Rolle eines selbstständigen Hackers und verdient Geld, indem man Aufträge ausführt, welche man über die „Uplink AG“ vermittelt bekommt. Je mehr Aufträge man erfüllt, desto höher wird der eigene Bekanntheitsgrad und man erlangt somit Zugang zu anspruchsvolleren und profitableren Aufträgen. So geht es anfangs beispielsweise darum, Forschungsdaten von Servern konkurrierender Firmen zu stehlen und später darum, anderen Personen Verbrechen anzuhängen oder Hochsicherheitssysteme zu sabotieren. Mit steigendem Schwierigkeitsgrad der Missionen werden auch die Zielsysteme immer stärker und mit neuen Methoden abgesichert. Somit bietet es sich an, im Laufe des Spiels die Hard- und Software seines Gateways, also seines Computers im Spiel, aufzurüsten, um diese Sicherheitsvorkehrungen in einer angemessenen Zeit umgehen zu können.
Seit dem 23. August 2006 ist dieses Spiel auch über Steam erhältlich.

### Darwinia
Darwinia ist das zweite Spiel in der Reihe. Darwinia ist ein Echtzeitstrategiespiel in 3D-Retrografikstil. Es existieren Versionen für Windows, Linux und Mac OS X.
Die Welt von Darwinia ist ein „virtueller Themenpark“ in dem sich die aus einem einzigen Polygon bestehenden „Darwinians“ tummeln, welche über eine sich weiterentwickelnde Künstliche Intelligenz verfügen. Der Spieler kann in diesem Schauplatz der künstlichen Evolution die Darwinians beobachten und studieren. Als Spielziel müssen feindliche „Viren“ und Kreaturen zerstört werden, die die künstliche Welt bedrohen. Dabei gilt es mittels Evolution leistungsfähigere Darwinians zu schaffen, doch auch die „Viren“ entwickeln sich weiter.
Am 23. August 2005 wurde das Spiel vom Spielemagazin Edge zum besten Spiel der letzten 12 Monate gewählt.
Im November 2005 gab Introversion bekannt, dass Darwinia künftig über die Onlinevertriebsplattform von Valve (Steam) vertrieben wird.

### DEFCON
DEFCON ist der dritte Titel, welcher am 29. September 2006 erschien. Es ist ein Echtzeitstrategiespiel und basiert größtenteils auf dem Film WarGames – Kriegsspiele. In diesem Anti-Kriegs-Film übernimmt ein jugendlicher Hacker die Kontrolle über das amerikanische Atomwaffen-Arsenal, ohne dieses zunächst zu wissen. Er geht davon aus, dass er ein Computerspiel mit dem Namen Global Thermonuclear War begonnen hat.
Bezug zu WarGames wurde schon vorher aufgenommen. In Uplink, dem ersten Spiel von Introversion, gibt es (als Easter Egg) einen „Protovision Game Server“ (Protovision war die Firma, die der Jugendliche im Film WarGames hacken wollte), auf dem man Global Thermonuclear War „spielen“ kann.

### Multiwinia
Am 28. Februar 2007 gab Introvision bekannt, dass 2008 die Darwinia-Multiplayer-Variante Multiwinia erscheinen wird. Am 19. September 2008 wurde das Spiel schließlich veröffentlicht.

### Humble Indie Bundle
Am 22. November 2011 wurden vier Spiele von Introversion Software als eigenes Humble Indie Bundle veröffentlicht. Zusätzlich enthalten waren zwei Tech Demos und zwei Spiele die in früheren Humble-Bundles enthalten waren.

### Prison Architect
Prison Architect erschien nach einer mehrjährigen Early-Access-Phase am 6. Oktober 2015 und kann unter anderem über die Onlineverkaufsplattform Steam oder direkt bei Introversion gekauft werden. Der Käufer erhält beim Kauf, je nachdem, für welche Ausstattung er sich entscheidet, unterschiedliche Bonusartikel dazu.
Vom Spielprinzip ähnelt Prison Architect Aufbauspielen wie Theme Hospital oder Theme Park. Der Spieler übernimmt die volle Kontrolle über ein Gefängnis, das er nach und nach aufbaut. Dabei müssen die Bedürfnisse der Häftlinge durch das Bauen unterschiedlicher Räume und Personalmanagement erfüllt werden. Das Gefängnis selbst ist nur in einer zweidimensionalen Aufsicht betrachtbar, der Spieler schlüpft also teilweise in die Rolle eines Architekten, hat aber auch unzählige Verwaltungsmöglichkeiten.
Bis Ende September 2015 (und somit vor Release) wurden über 1.250.000 Exemplare des Spiels verkauft und dabei Einnahmen von mehr als 19 Millionen US-Dollar erzielt. Damit war Prison Architect bereits vor der finalen Version das erfolgreichste Spiel von Introversion.
Das seit 2007 in der Entwicklung befindliche Spiel Subversion wurde 2011 zugunsten von Prison Architect auf Eis gelegt.
Im Januar 2019 verkaufte Introversion Software alle Rechte an Prison Architect an den schwedischen Publisher Paradox Interactive.

### Scanner Sombre
Am 26. April 2017 erschien Scanner Sombre. Laut Introversion Software wurde es während der Prison-Architect-Alpha-Phase entwickelt.
Das Spiel wird in der Ego-Perspektive gespielt. Der Spieler ist mit einem LiDAR-Gerät ausgerüstet, das durch Lasertechnologie die Umgebung abstrakt darstellen kann. Die Aufgabe besteht darin, mithilfe des Gerätes aus einem Käfig zu entkommen. Je weiter die Umgebung erforscht wird, desto detailreicher wird der Darstellungsgrad.